# Coleocentrus lineacus
Coleocentrus lineacus är en stekelart som beskrevs av Mao-Ling Sheng och Shen 2008. Coleocentrus lineacus ingår i släktet Coleocentrus och familjen brokparasitsteklar. Inga underarter finns listade i Catalogue of Life.